# Euzetidae
Euzetidae är en familj av spindeldjur. Euzetidae ingår i ordningen kvalster, klassen spindeldjur, fylumet leddjur och riket djur.